# Malakula
Malakula ist eine Insel der Neuen Hebriden und die zweitgrößte Insel des Inselstaats Vanuatu.

## Geografie
Es leben ca. 20.000 Menschen auf Malakula. Sie ist durch die Bougainville-Straße von Espiritu Santo und Malo getrennt. Im Nordosten der Insel liegen einige Inseln, unter anderem Vao, Atchin, Wala, Rano, Norsup, mit der größten Kokosnussplantage der Republik Vanuatu, sowie Uripiv und Uri. Im Südosten sind die Maskelyne-Inseln vorgelagert.
Lakatoro (1200 Einwohner), Hauptstadt der Provinz Malampa, ist die größte Siedlung auf der Insel und liegt im Osten der Insel.
Die höchste Erhebung der Insel, der Mount Liambele, liegt bei 879 m über dem Meer.

## Geschichte
In den Jahren 1914 und 1915 lebte der britische Völkerkundler John Layard auf den Malakula vorgelagerten kleinen Inseln. Er brachte von seinen Feldforschungen über 400 Fotoplatten und Wachsrollen mit Tonaufnahmen mit. Originale und Kopien der Dokumente liegen im Museum of Archaeology and Anthropology, University of Cambridge.
2002, nach der Teilnahme des Malers Ingo Kühl an einer Expedition des Cultural Center zu Zeremonien der Indigenen in Lamap wurden dessen dort entstandenen Arbeiten im Nationalmuseum von Vanuatu in Port Vila in einer Ausstellung gezeigt und anschließend im Ethnologischen Museum Berlin.

## Linguistik
Neben der Kreolsprache Bislama werden auf Malakula und den Inseln noch über 20 verschiedene, eigenständige Sprachen gesprochen.